# Norbert Bilbeny
Norbert Bilbeny i Garcia (Barcelona, 1953) es catedrático de ética en la Universidad de Barcelona y ensayista español. Ha trabajado como investigador o profesor invitado en diferentes universidades de todo el mundo (Berkeley, Toronto, Chicago, México). Empezó trabajando sobre temas de historia de la filosofía catalana y sobre ética kantiana. Su especialidad son las cuestiones interculturales, la ética de la ciudadanía y el cosmopolitismo. Ha escrito numerosos libros en catalán y en español. Ha sido articulista ocasional de los diarios Avui, Público y La Vanguardia y ha ganado el Premio Josep Pla en 1984 y el Premio Anagrama de ensayo en 1987.

## La producción filosófica en Cataluña
Bilbeny diferencia dos generaciones de filósofos catalanes:
- Una, la que denomina Generación de la ruptura con la que designa el grupo de filósofos catalanes formados en la universidad entre 1970 y 1975 y que publicaron sus primeras obras entre el año 1975 (con la muerte del dictador, Francisco Franco) y mediados de la década de 1980. A su juicio es una generación marcada por la contracultura norteamericana, el freudomarxismo y la literatura del boom latinoamericano. Muchos de sus miembros militan o militaron políticamente en grupos del ámbito comunista, más próximos a la extrema izquierda, como Bandera Roja o la Joven Guardia Roja y han continuado fieles a posiciones de izquierda política más o menos radical. Su formación cultural debe mucho a la obra del filósofo marxista español más notable, Manuel Sacristán, pero su adscripción fundamental es el llamado, nietzscheanismo francés, posterior al mayo del 68. A su juicio, esta generación practicó un marxismo dogmático y un nietzscheanismo no menos radicalizado y controló muy pronto los lugares más significativos en las facultades de filosofía catalanas. Ha sido en términos políticos, en general, antinacionalista y se ha interesado sobre todo por temas de metodología de las ciencias y de epistemología. Algunos de sus miembros participaron en el Colegio de Filosofía catalán, con pensadores de la generación anterior, como Xavier Rubert de Ventós o Eugenio Trías Sagnier. Bilbeny inventaría como miembros de esta generación, aparte de él mismo, a Fina Birulés, Manuel Cruz, Anna Estany, Ferran Graell i Deniel, Antoni Doménech, Miguel Morey, Gerard Vilar y Josep Casals.

- A la generación siguiente la llama Generación de la transición (por la Transición Española), con la que hace referencia al grupo de filósofos catalanes formados en la universidad entre 1975 y 1980 y que publicaron sus primeras obras entre 1980 y 1985. A su juicio, se trataría de la primera generación que, con el establecimiento de un sistema democrático, pudo publicar de manera continuada filosofía en catalán. Muchos de aquellos filósofos, formados en su mayoría por Emilio Lledó y alrededor del Colegio de Filosofía, adoptaron posiciones posmodernas y se caracterizaron por el "desencanto político" y el escepticismo frente al papel de la filosofía en la vida cotidiana. En opinión de Bilbeny, la filosofía de la transición se caracteriza por una orientación heideggeriana, superando el marxismo que en Cataluña representaba Manuel Sacristán, así como los demás resortes en los que se apoyaba la Generación de la ruptura. Coincidiendo con esa superación del marxismo, Àngel Castiñeira destaca también como características la indiferencia religiosa y el cosmopolitismo. Bilbeny inventaría como miembros de esta generación a Ramón Alcoberro, Jaume Casals, Pompeu Casanovas, Àngel Castiñeira (posteriormente colaborador del presidente de la Generalidad de Cataluña, Jordi Pujol), Margarida Mauri, Gonçal Mayos Solsona, Antoni Mora Lledó, Mercè Rius (colaboradora de Xavier Rubert de Ventós durante muchos años), Josep-Maria Ruíz-Simon, Pere Saborit y Salvi Turró.

## Obra

### Catalán
- 1979 Joan Crexells en la filosofia del Noucents
- 1981 Filosofia i destrucció
- 1984 Entre Renaixença i Noucentisme. Estudis de Filosofia
- 1985 Filosofia contemporània a Catalunya
- 1985 Papers contra la cinta magnètica
- 1988 La ideología nacionalista a Catalunya
- 1988 Eugeni d'Ors i la ideología del Noucentisme
- 1989 Puntes al coixí. Converses amb pensadors catalans
- 1990 El laberint de la llibertat
- 1991 L'ombra de Maquiavel. Ètica i política
- 1991 Ètica i justícia
- 1999 Política noucentista. De Maragall a D'Ors
- 2001 El somni americà: un dietari a Berkeley

### Castellano
- 1990 El discurso de la ética
- 1990 Humana dignidad
- 1992 Aproximación a la Ética
- 1993 El idiota moral. La banalidad del mal en el siglo XX
- 1995 Kant y el tribunal de la conciencia
- 1996 Europa después de Sarajevo. Claves éticas y políticas de la ciudadanía europea
- 1997 La revolución en la ética. Hábitos y creencias en la sociedad digital
- 1998 Política sin estado. Introducción a la filosofía política
- 1998 Sócrates. El saber como ética
- 1999 Democracia para la diversidad
- 1999 El protocolo socrático del liberalismo político
- 2002 Por una causa común. Ética para la diversidad
- 2003 Ética para la vida. Razones y pasiones
- 2004 Ética intercultural
- 2007 Identidad cosmopolita
- 2024 El torbellino Kant
- 2025 Universo y sentido

### Como editor
- 2000 Grans fites de l'ètica
- 2001 El nou nacionalisme català
- 2002 Per a una ètica intercultural

## Premios
- 1979 Premio Joan Estelrich
- 1984 Premio Josep Pla por Papers contra la cinta magnètica.[5]
- 1997 Premio Anagrama de ensayo por La revolución en la ética. Hábitos y creencias en la sociedad digital